# Кіпріно (Шелаболіхинський район)
Кі́пріно (рос. Киприно) — село у складі Шелаболіхинського району Алтайського краю, Росія. Адміністративний центр Кіпрінської сільської ради.

## Населення
Населення — 1231 особа (2010; 1393 у 2002).
Національний склад (станом на 2002 рік):
- росіяни — 97 %